# Törmäsvaara
Törmäsvaara är en kulle i Finland. Den ligger i Sodankylä i landskapet Lappland, i den norra delen av landet, 900 km norr om huvudstaden Helsingfors. Toppen på Törmäsvaara är 330 meter över havet.
Terrängen runt Törmäsvaara är huvudsakligen platt. Trakten runt Törmäsvaara är nära nog obefolkad, med mindre än två invånare per kvadratkilometer. Det finns inga samhällen i närheten. 